# 19008 Крістібатлер
19008 Крістібатлер (19008 Kristibutler) — астероїд головного поясу, відкритий 2 вересня 2000 року.
Тіссеранів параметр щодо Юпітера — 3,282.